# 輜重兵第3連隊
輜重兵第三連隊（しちょうへいだい3れんたい、輜重兵第三聯隊）は、愛知県名古屋市で編成された大日本帝国陸軍の連隊のひとつ。

## 沿革
- 1880年(明治13年)4月　名古屋鎮台輜重兵第二小隊創設
- 1890年(明治23年)11月 輜重兵第三大隊発足
- 1936年(昭和11年)6月　輜重兵第三連隊と改称
- 1937年(昭和12年)8月　日中戦争動員
- 1946年(昭和21年)2月6日　博多港上陸　解散式実施
- 1966年(昭和41年)11月13日　「平和の笛」設置
- 1975年(昭和50年)11月6日　　「平和の笛」現在地へ移設
- 1986年(昭和61年)11月13日　　「平和の笛」改修工事実施
- 2003年(平成15年)4月6日　　「平和の笛」名古屋市へ寄贈、戦友会「輜三会」解散
- 2023年(令和5年)5月　「平和の笛」について説明する碑文設置

## 輜重兵第三連隊と「平和の笛」
旧連隊中央厩舎跡に戦友会(輜三会)により昭和41年11月13日「平和の笛」の銅像が設置された。黒花崗岩の台座の上にひざまずいて横笛を吹く女性像が設置されている。(高さは台座を含めて2.8ｍ)製作者は石田清、命名者は名古屋市長、設置費用は370万円の寄付金で賄った。名古屋高等裁判所が新築されることから昭和50年11月6日に現在の愛知県護国神社北小公園に移設した。なお、この像については馬頭がついている面(東側)が正面である。
ふくよかな女性像で日夜辛苦した隊員の人間関係、横笛で平和のメロディー、台座の馬頭の噴水で隊員の生活に欠かせない馬と水、台座には隊員が早がけさせられた思い出の大いちょうが表現されているとともに笛に人類の平和を笛のメロディーに戦没者を永久に慰霊する願いを込めている。
台座に記載の文章
設置当初は台座には銅板にて「輜重兵第三聯隊跡」とあったが「平和の笛」に取り換えられた。台座裏側(西側)に下記のような銅板製の碑文が設置されていたが現在は、交換されて「黒色の石板」が嵌めらている。